# Ascidia salvatoris
Ascidia salvatoris är en sjöpungsart som först beskrevs av Traustedt 1885.  Ascidia salvatoris ingår i släktet Ascidia och familjen Ascidiidae. Inga underarter finns listade i Catalogue of Life.